# Diamantinasaure
El diamantinasaure (Diamantinasaurus matildae, ‘llangardaix del riu Diamantina de Matilda’) és una espècie de dinosaure titanosaure de l'Albià superior (Cretaci inferior). Es coneix a partir d'un esquelet incomplet mancat de crani.

## Descripció i història
Diamantinasaurus està basat en l'AODL 603, un esquelet parcial que inclou l'escàpula dreta, l'estern, la major part de les extremitats anteriors, la major part de les extremitats posteriors exceptuant els peus, una pelvis parcial i costelles. Diamantinasaurus és inusual entre els titanosaures derivats pel fet de retenir l'urpa del polze. Els ossos de les extremitas eren forts. Diamantinasaurus fou descrit l'any 2009 per Scott Hocknull i col·legues. Una anàlisi filogenètica va determinar que el Diamantinasaurus era un sauròpode titanosaure, en el mateix clade que sauròpodes com l'Opisthocoelicaudia i el Saltasaurus. La troballa fou anomenada "Matilda" per "Waltzing Matilda", i és descrita com un herbívor de 16 metres de longitud.